# Solenopsis capensis
Solenopsis capensis är en myrart som beskrevs av Mayr 1866. Solenopsis capensis ingår i släktet eldmyror, och familjen myror. Inga underarter finns listade i Catalogue of Life.